# Croscherichia tigrinipennis
Croscherichia tigrinipennis là một loài bọ cánh cứng trong họ Meloidae. Loài này được Latreille miêu tả khoa học năm 1827.